# Sociocratie
La sociocratie est un mode de gouvernance partagée qui permet à une organisation, quelle que soit sa taille, de fonctionner efficacement selon un mode auto-organisé caractérisé par des prises de décision distribuées à l'ensemble de la structure sociale. Son fondement moderne est issu des théories systémiques et date de 1970. La sociocratie s'appuie sur la liberté et la co-responsabilisation des acteurs. Dans une logique d'auto-organisation faisant confiance à l'humain, elle va mettre le pouvoir de l'intelligence collective au service du succès d'objectifs communs. Cette approche permet donc d’atteindre ensemble un objectif partagé, dans le respect des personnes, en préservant la diversité des points de vue et des apports de chacun, ceci en prenant appui sur des relations interpersonnelles de qualité. 
De façon appliquée, les systèmes sociocratiques ont ainsi tendance à privilégier des procédures jugées plus démocratiques et permettant davantage de délibération que l'élection ou le vote à la majorité simple ou absolue.
La sociocratie utilise certaines techniques mises au point par son concepteur qui fondent son originalité, notamment l'élection sans candidat, et la prise de décision par consentement. À la différence de la démocratie qui peut concerner un ensemble de personnes n'ayant aucune relation fonctionnelle entre elles, la sociocratie concerne des individus réunis par des objectifs au sein d'une organisation et qui ont donc des relations de plus grande proximité.

## Histoire

### Gerard Endenburg
Gerard Endenburg (1933-) est un ingénieur néerlandais en électrotechnique de culture quaker. Dans son enfance, il a bénéficié d'une scolarité dans une école alternative, fondée par Kees Boeke, i.e. une pédagogie proche de ce qu'on connait en France avec les écoles Montessori et Freinet, axée sur l'autonomisation des enfants et l'autorégulation dans la classe. 
Après avoir travaillé chez Philips où il a pu prouver ses grandes capacités inventives, Gérard Endenburg reprend en 1968 la direction de l'entreprise familiale Endenburg Elektrotechniek en remplacement de son père. En 1970, atterré par les batailles d'égos récurrentes au sein du comité directeur de l'entreprise, il décide de se consacrer à améliorer l'organisation interne. Il invente alors progressivement la méthode sociocratique moderne. Celle-ci est fondée sur l'idée que personne ne doit être amené à fonctionner au sein d'un collectif dans un état de tension interne  sans que ces tensions soient prises en compte. Les décisions collectives ne peuvent être adoptées au sein d'un groupe que pour autant qu'elles ne rencontrent  "plus aucune objection argumentée d'aucun membre". Ce qui signifie que lorsqu'une décision est proposée à un groupe, si une personne s'y oppose, soit parce que l'adoption de la décision l'empêcherait de fonctionner sereinement au sein du groupe, soit parce qu'elle pense que cela porterait atteinte à la raison même d'exister du groupe, son opposition argumentée empêche la décision d'être adoptée. La personne est tenue de justifier, d'argumenter son objection, et de participer à sa résolution (cf plus bas, quatre règles de la sociocratie),.
La sociocratie a été l'objet de nombreux travaux universitaires, notamment de thèses qui l'ont fait évoluer. En particulier, la forme actuelle intègre une dimension de développement continu, parce qu'un travail de thèse avait fait le constat que, la confiance s'installant, les gens se dispensaient de plus en plus de participer aux décisions les concernant, ce qui appauvrissait le fonctionnement démocratique et laissait revenir une distinction gouvernés/gouvernant non voulue par le fondateur. 

### Sources
La création de la sociocratie par Gerard Endenburg est la confluence de plusieurs éléments,, :
1. ses propres connaissances en cybernétique (théories des systèmes de contrôle/commande) ;
2. sa méthode de travail par analogie consistant à trouver la solution d'un problème dans un domaine en transposant celle trouvée à un problème équivalent dans un autre domaine — ici de la cybernétique à la société ;
3. les travaux de Ilya Prigogine, prix Nobel de chimie en 1977, qui a permis de comprendre le mécanisme d’auto-organisation des organismes vivants. Il a mis au jour les conditions essentielles à l’auto-organisation : les éléments constitutifs ne doivent pas se contrôler les uns les autres ; ils doivent être autonomes et libres de leurs actes ; il faut une source d’énergie extérieure qui incite les éléments constitutifs à trouver un équilibre de survie, et une évaluation permanente de l’environnement et des causes externes qui peuvent avoir des conséquences sur l’organisme.
4. les travaux de Kees Boeke[9] (1884-1966), un pacifiste et éducateur néerlandais qui a créé en 1940 une école où aucune action ne pouvait être entreprise s'il n'y avait pas des solutions acceptables par tous aux problèmes existants : Gerard Endenburg a été élève de Kees Boeke de 1943 à 1948 ;
5. le fonctionnement de la Société religieuse des Amis, plus connue sous le nom de quakers, et dont Kees Boeke et les parents d'Endenburg étaient membres : les quakers défendent le droit à la spiritualité individuelle, décident selon le « sentiment de l'assemblée » (the sense of the meeting)[10], promeuvent la simplicité, la non-violence, l'égalité (voir les témoignages quakers). Lors d'une réunion des frères, qui a lieu en cercle, si un seul pense différemment du reste du groupe, il est écouté avec attention parce que chacun considère qu'il incarne une partie de l'esprit saint, que c'est donc celui-ci qui s'exprime à travers lui. Son point de vue doit donc être pris en considération.

### Origine du mot
Le mot sociocratie a été inventé par Auguste Comte (1798-1857). Ses racines viennent du latin societas (société) et du grec krátos (autorité) : la gouvernance du socios, c'est-à-dire des personnes liées par des relations significatives, différent du dêmos (démocratie), masse d'individus ne partageant que quelques valeurs communes.
Le mot a été aussi employé par le sociologue américain Lester Frank Ward (1841-1913) qui l'a probablement repris d'Auguste Comte.
Aux États-Unis, le mot sociocratie évoque irrésistiblement pour les Américains le mot socialisme, avec toutes les connotations négatives que ce terme a pour beaucoup d'entre eux. Aussi, la sociocratie y est parfois appelée gouvernance dynamique (Dynamic Governance).

### Diffusion
Du fait de son origine, la sociocratie s'est particulièrement développée aux Pays-Bas, aussi bien dans les milieux économiques traditionnels que dans les milieux éducatifs. La sociocratie y est d'ailleurs une forme de structure légale pour les entreprises.
De nombreuses organisations utilisent la sociocratie en France et dans le reste de l'Europe, en Amérique latine, en Inde, aux États-Unis et au Canada.
Plus récemment, les gilets jaunes réunionnais disent s'en inspirer pour les prises de décision collectives.
Gerard Endenburg a créé aux Pays-Bas un centre de diffusion de la sociocratie. D'autres tentatives de regroupement des praticiens de la sociocratie sont en cours, notamment aux États-Unis.

## Les quatre règles de fonctionnement
La méthode d'organisation sociocratique repose sur quatre règles simples.

### La prise de décision par consentement
La sociocratie distingue les décisions stratégiques (qui affectent le fonctionnement de l'unité ou l'organisation du travail) et les décisions opérationnelles (le travail au quotidien). Pour des raisons d'efficacité, seules les premières sont prises par consentement. Il y a consentement quand personne n'a d'objection importante et raisonnable. Quand une objection est émise dans un groupe sociocratique, la personne qui a émis l'objection et les autres membres du groupe travaillent ensemble à la lever. S'ils y arrivent, la décision est prise ; sinon un processus d'escalade dans la structure de l'organisation évite le blocage.
Le consentement est la composante cardinale de la sociocratie.

### Les cercles
La sociocratie maintient la structure opérationnelle existante d'une organisation. À chaque élément de cette structure, elle rajoute en parallèle un cercle chargé de la prise des décisions politiques. Toute personne appartenant à la structure opérationnelle est membre de droit du cercle correspondant. Des cercles ad hoc peuvent être créés pour résoudre des problèmes spécifiques.
Chaque cercle établit ses propres règles de fonctionnement sur le principe du consentement de ses membres. Un cercle a pour mandat de réaliser la mission de l'unité de travail, d'améliorer constamment la qualité de sa production et d'assurer sa pérennité par l'éducation permanente de ses membres.
Un cercle est maître du pilotage, de l'exécution et de la mesure de ses processus au sens de la norme ISO 9001. L'exécution de ces trois fonctions par le cercle est une des conditions majeures du succès de la sociocratie dans une organisation. La mobilisation de la notion de cercle matérialise une volonté d’équivalence de chacun de ses membres .
Chaque cercle choisit un facilitateur qui anime les réunions selon les méthodes sociocratiques, et un secrétaire qui rédige les comptes rendus et maintient l'historique du cercle.
Un cercle est une organisation semi-autonome car il est inscrit dans des rapports de cercles à cercle (cf double lien) : ceci permet de tenir compte des besoins des cercles supérieurs et des cercles inférieurs. 

### Le double lien
Dans une organisation gérée de manière traditionnelle, le responsable d'une unité assure à la fois la communication descendante (les directives venant des niveaux supérieurs de l'organisation) et la communication ascendante (le retour des informations de la base vers les niveaux supérieurs). Assurer simultanément ces deux rôles est difficile et source de confusion.
La sociocratie établit un double lien entre chaque cercle et son cercle de niveau supérieur . La personne qui porte les attentes du niveau supérieur vers le cercle de l'unité opérationnelle est appelée premier lien et est choisie par le cercle de niveau supérieur. Une deuxième personne, obligatoirement distincte de la précédente, est choisie par le cercle pour participer au cercle de niveau supérieur et valider par son consentement les décisions qui y sont prises ou les faire évoluer en posant des objections. Ces deux personnes sont membres à part entière des deux cercles.

### L'élection sans candidat
Le choix et l'affectation des personnes dans une fonction ou la délégation d'une tâche à un membre du cercle s'effectue par un processus de vote sans candidat déclaré. Chaque membre du cercle propose la personne qu'il estime la plus adaptée à la fonction, puis justifie son choix. Le facilitateur du cercle propose alors un candidat qui est accepté ou non par consentement.

## Socios versus démos - Autres éléments clés
Pour que la sociocratie fonctionne, il faut que les membres de l'organisation soient unis par un lien fort qui donne cohérence et direction. Pour cela, non seulement l'organisation dans son ensemble, mais chaque cercle doit définir :
- sa vision : l'impact positif qu'il veut avoir sur le monde extérieur à l'organisation ; la description d'un futur tel qu'il voudrait le voir se réaliser. « La vision est votre rêve. Ce que vous voulez que le monde soit. Sur une grande échelle, il est pourquoi votre organisation existe »[22] ;
- sa mission : un écrit (mission statement) qui précise ce qu'il a l'intention de faire pour la concrétisation de sa vision. « Votre mission est de savoir comment vous contribuerez à faire du rêve devenu réalité. Il décrit votre sphère d'influence, la relation entre vous et votre vision »[22] ;
- ses objectifs : ce qu'il produit, comme réalisation concrète, comme service ou plus largement comme output pour réaliser sa vison et sa mission. « Il est ce que vous produisez ou accomplissez. Il est tangible et quelque chose qui peut être mesuré. Si vous ne pouvez pas le mesurer, vous ne pouvez pas l'accomplir »[22].

Selon Ruther, si ces éléments ne font pas partie des quatre principes de base (cités plus haut), ils sont néanmoins nécessaire pour comprendre en quoi la méthode consiste, il importe donc de les présenter au même titre que ces quatre éléments. Grosjean et Carbonnel note que chaque cercle intègre « à minima par une vision, une mission et un but spécifiques ». Pour Ruther, le pilotage dynamique, la distinction entre les décisions stratégiques et les décisions d'exécution et l’apprentissage permanent sont trois autres éléments-clés.

## Rémunération du capital et du travail
Partant de l'idée qu'une organisation a besoin pour exister à la fois de capital et de travail, Gerard Endenburg a aussi proposé un mode de rémunération équitable de l'un et de l'autre.
Dans une organisation traditionnelle, les apporteurs de travail ont une rémunération fixe (le salaire) et les apporteurs de capital une rémunération variable (les dividendes). Cela veut dire que les apporteurs de travail ne bénéficient pas de l'efficacité éventuelle de l'organisation et que les apporteurs de capital n'ont pas la garantie de revenu que leur apporteraient d'autres placements de leur argent.
Gerard Endenburg a donc proposé un système permettant de donner à chacun une rémunération fixe garantie et une rémunération variable proportionnelle aux résultats de l'organisation.
Ce système de rémunération ne fait pas partie des règles de base de la sociocratie et n'est donc pas appliqué par de nombreuses organisations sociocratiques.[réf. nécessaire] Quand il est appliqué, ses modalités sont bien évidemment définies par consentement au sein de l'organisation.

## Mise en œuvre de la sociocratie
Même si elle est élaborée en tenant compte de concepts complexes issus de la cybernétique et des théories de la communication, la sociocratie est relativement simple : elle a pu être utilisée par des enfants dans des écoles ou par des parlements de village en Inde. Cette simplicité permet de l'installer dans une organisation avec un minimum de formation.
Toutefois, une planification rigoureuse et un suivi méticuleux du démarrage sont nécessaires pour assurer le respect de la méthode et donc sa viabilité. De plus, certaines personnes peuvent être déstabilisées émotionnellement par ce changement de structure (et des modes d'interaction) et avoir besoin d'un accompagnement.[réf. nécessaire]
Selon Diana  Leafe  Christian, il est nécessaire pour une communauté d’être accompagnée pour pouvoir passer à la sociocratie, et il est indispensable de suivre le modèle décrit par l’accompagnant même si des variantes existent, faute de quoi le groupe prend de gros risques d’échec.

## Avantages et limites
Delstanche considère que, sans être parfait, le modèle sociocratique permet de dépasser certaines limites des modes de fonctionnement les plus courants des organisations. Il voit deux avantages principaux par rapport à d'autres modes de fonctionnement alternatifs : le respect de la structure préexistante (les cercles articulés se substituant à la structure hiérarchique) et son caractère « systémique englobant », c'est-à-dire le fait que ses quatre principes peuvent être déclinés à tous les endroits de la structure ce qui donne un cadre clair à chacun. 
Selon Veny, « Ces sociétés qui fonctionnent différemment démontrent une capacité à faire émerger une discipline exceptionnelle ! En réalité, de l’autodiscipline ! ».

## Critique
Deux critiques formulées à l'égard de la sociocratie sont l'absence de vote secret, et la négation du rôle joué par le contrôle financier de l'organisation (influence du propriétaire de l'entreprise ou du pouvoir subsidiant l'association).[réf. nécessaire]